# Albert Anastasia
Albert Anastasia, nascut com a Umberto Anastasio (Tropea, Calàbria, 26 de setembre de 1902 - Nova York, Nova York, 25 d'octubre de 1957) fou un cap criminal de la Cosa Nostra italoamericana que durant anys controlà els estibadors de Brooklyn i, després de la desaparició de Vincent Mangano, ascendí fins a liderar la família criminal Gambino.
La seva irascibilitat i predisposició per a la violència el van convertir en un dels individus més violents de la història de la Cosa Nostra als Estats Units. Les estimacions més conservadores apunten que personalment posà fi a la vida d'una trentena de persones mentre que n'ordenà i aprovà l'assassinat de centenars. El 1922 va aconseguir sortir en llibertat després de ser condemnat a mort i durant la resta de la seva vida seria detingut i acusat d'assassinat diverses vegades, sempre quedant en llibertat per falta de proves. Fou el co-fundador i supervisor de l'anomenada Murder, Inc., una organització d'assassins a sou creada a finals dels anys vint per criminals italians i jueus.

## Joventut
Nascut el 26 de setembre de 1902 a Tropea, un petit municipi de la província de Vibo Valentia, Calàbria, Umberto Anastasio fou un dels dotze fills del matrimoni entre Raffaelo Anastasio i Louisa Nomina. El 1912 i quan Umberto tenia deu anys mor el pare i, dos anys després i per tal d'ajudar econòmicament a la família, Umberto deixa l'escola i aconsegueix feina com a ajudant de coberta en un vaixell de vapor. Durant la Primera Guerra Mundial, l'estiu de 1917, Umberto s'allista a la Marina Reial italiana i serveix a bord del vaixell de guerra S.S. Sardegna. El 12 de setembre d'aquell mateix any Umberto arriba al port de Brooklyn però el dia 29 no es presenta i és considerat desertor.
Un cop a Nova York i a l'edat de 15 anys, Anastasio comença a treballar com a estibador al port de Brooklyn com a membre d'alguna de les diverses bandes que controlaven els ports de la ciutat. Degut al seu temperament se'l començà a conèixer amb el sobrenom de il terremoto. A més, es creu que durant les seves primeres setmanes als Estats Units, Umberto decidí americanitzar el seu nom, passant de Umberto Anastasio a Albert Anastasia.
El 16 de maig de 1920 ell i un company anomenat Giuseppe Florino tenen una forta discussió amb George Terrillo, qui els acusà d'haver robat a un amic seu. L'enfrontament acabà amb Anastasio i Florino disparant a Terrillo i causant-li la mort. Després d'aquest fet Anastasio és detingut i el 25 de maig de 1921 condemnat a mort per assassinat i enviat a la presó de Sing Sing.
Mentre es trobava a la presó a espera de ser enviat a la cadira elèctrica, esclata una baralla al centre que crida l'atenció de Jimmy "the Shiv" DeStefano, el barber de Sing Sing i un individu amb llaços amb la delinqüència organitzada de la ciutat. L'actitud i comportament de Anastasia van sorprendre a DeStefano fins al punt que aquest darrer va creure que podria ser d'utilitat dins el món del crim i ho va posar en coneixement dels seus contactes. Un d'aquests contactes era Charles Luciano, qui va recórrer a diferents individus per tal de treure a Anastasia del corredor de la mort. Poc temps després l'advocat de Anastasia denúncia una suposada una errada tècnica en el procés i aconsegueix que el jutge anul·li la condemna del seu client i declari la repetició del judici. Abans de la celebració del nou judici, tres dels quatre testimonis apareixen morts i el darrer desapareix. Degut a la falta de testimonis el cas de Albert Anastasia quedà arxivat.
Es creu que el testimoni que va desaparèixer, Margaret Farrera Viccio, va aconseguir escapar a Itàlia però poc després de la posada en llibertat d'Anastasia i Florino, el 15 d'agost de 1922, mor tirotejat Carmelo Farrera, germà de la testimoni. L'endemà i prop d'on havien comès l'assassinat de Carmelo a Degraw Street, Brooklyn, mor Joseph Viccio, marit de la testimoni, després de ser tirotejat des d'un cotxe en marxa. Tot i que ambdós Anastasia i Florino són detinguts en relació al doble assassinat, poc temps després són alliberats per falta de proves.

## Etapa criminal
És després de la recomanació de Jimmy DeStefano que Charles Luciano instal·la a Anastasia com un dels seus homes de confiança dins l'Associació Internacional d'Estibadors o International Longshoreman's Association. En el seu nou rol, Anastasia era l'encarregat de resoldre disputes i cobrar comissions. Es creu que durant aquest període Anastasia coneix a individus com Louis Buchalter, Meyer Lansky o Frank Costello.
Poc després d'entrar en el món de la delinqüència organitzada Anastasia començà a treballar com a guardaespatlles i xofer de Biagio Giordano, un criminal de l'època que es dedicava al negoci del licor clandestí. El quart assassinat a mans de Anastasia va produir-se el 6 d'abril de 1923 a la cantonada entre els carrers Sackett i Columbia, Brooklyn, quan el seu cap Biagio Giordano li va ordenar que acabés amb la vida d'un individu anomenat Vincent.
Uns dies més tard, el 28 d'abril de 1923 i mentre Anastasia transportava a Giordano per Sackett Street, dos individus els dispararen des d'una casa ubicada al número 230 d'aquell mateix, ferint-los a tots dos. Biagio Giordano acabà morint l'endemà de l'atemptat mentre Anastasia aconseguí recuperar-se.
El 14 de juliol de 1923 Anastasia i el seu soci Florino són condemnats a tres anys de presó per possessió il·lícita d'arma de foc i enviats al centre penitenciari de Blackwell Island, Nova York. De la condemna de tres anys n'acabà complint dos, quedant en llibertat el 1925 i retornant al seu antic ofici a l'Associació Internacional d'Estibadors.

### La Guerra de Castellammare (1930 - 1931)
La Guerra de Castellammare fou un enfrontament armat entre la família criminal Masseria de East Harlem i el clan de Castellammare de Brooklyn. Salvatore Maranzano, un criminal originari de Castellammare del Golfo va emigrar als Estats Units en algun moment de la primera meitat dels anys vint i passà a formar part del clan de Castellammare de Brooklyn. Degut al seu passat com a cap criminal a Itàlia, Maranzano va moure's ràpidament i amb certa facilitat dins la jerarquia criminal del clan de Castellammare fins a assolir la posició de sotscap.
Les tensions provocades pel control del negoci del lícor clandestí, el desig de poder absolut de Masseria i la negativa del clan de Castellammare de sotmetre's a les seves demandes van desembocar amb l'assassinat, el febrer de 1930, de Gaspar Milazzo, cap criminal de Detroit i membre del clan de Castellammare. L'assassinat de Milazzo fou el detonant de les hostilitats entre ambdós grups però el líder del clan de Castellammare, Nicolo "Cola" Schiro, va accedir a les demandes de Masseria, qui li demanà un pagament de deu mil dòlars i que abandonés el lideratge de l'organització. Schiro va acabar abandonant els Estats Units per tornar a la seva Sicília natal. Fou llavors quan Salvatore Maranzano va prendre el control de l'organització. És després del seu ascens com a cap que s'inicien les hostilitats entre ambdós bàndols.
El 15 de juliol de 1930 Vito Bonventre, tiet de Joseph Bonanno i un dels finançadors més destacats del clan de Castellammare és assassinat a la porta de casa seva.
Gaetano "Tom" Reina, cap de la família criminal Reina del Bronx, es posicionà a favor del clan de Castellammare, dirigit per Maranzano. Poc temps després, el 26 de febrer de 1930 i a la sortida d'un restaurant del Bronx, Vito Genovese acaba amb la vida de Reina. Després de l'assassinat de Tom Reina, Masseria instal·la a Joseph Pinzolo com a cap de la família criminal Reina. Pinzolo, tot i haver estat un individu de confiança de Reina, fou proper a Masseria fins al 5 de setembre de 1930 quan és assassinat a trets a la seva oficina de Broadway, Manhattan.
El 15 d'agost de 1930 Giuseppe Morello, mà dreta de Masseria i fundador d'una de les primeres organitzacions de tipus mafiós als Estats Units, és assassinat a trets a la seva oficina a 352 East 116 Street de East Harlem. Tot i pertànyer a l'organització de Masseria, Charles Luciano va defensar que foren ell i Albert Anastasia els qui, a través de Frank Scalise i el mateix Anastasia, mataren Morello. D'altra banda, Joseph Bonanno i Joe Valachi van defensar que qui va matar Morello fou Sebastiano Domingo, un assassí a sou de Chicago contractat per Maranzano. És després de les morts de Morello primer i Pinzolo segon quan Masseria col·loca a Manfredi Mineo com el seu conseller i mà dreta a més de limitar tots els seus desplaçaments. Segons els relats de Luciano i Bonanno durant aquest període, els membres d'ambdós bàndols gairebé no es deixaven veure pels carrers de Nova York i sovint feien vida en cases segures, mentre uns dormien altres vigilaven.
El 23 d'octubre de 1930 Joseph Aiello, cap criminal de Chicago, enemic de Al Capone i proper a Maranzano, és assassinat a ordres de Masseria mentre que el 5 de novembre d'aquell mateix any, un dels assassins de Aiello, cap de la família criminal Mineo de Brookyln i mà dreta de Masseria, Manfredi Mineo, és abatut a trets juntament amb Stefano Ferrigno a la sortida d'un edifici d'apartaments al Bronx.
Tot i produir-se morts en ambdós bàndols, l'organització de Masseria fou la que va patir més baixes. Es calcula que a principis de 1931 el bàndol de Masseria havia patit entre 40 i 60 baixes.
- Assassinat de Giuseppe Masseria

Segons el relat de Luciano, al voltant de les dotze del migdia del 15 d'abril de 1931 i des de la mateixa oficina de Masseria, ubicada a la Segona Avinguda de Manhattan, Luciano va utilitzar el telèfon del seu cap per reservar una taula al restaurant Nuova Villa Tammaro de Coney Island, un dels restaurants preferits de Masseria. L'excusa per convidar-lo a dinar fou que moments abans de la trucada, Luciano havia exposat un pla per acabar amb la vida de diversos lloctinents de Maranzano i, per tal de celebrar la futura massacre i amb el pretext que un cop d'aquelles característiques comportaria la rendició del seu enemic i la fí dels enfrontaments, Masseria va acceptar ser convidat a un dinar de celebració. Després de dinar pasta, llagosta Fra Diavolo, postres i cafè, Luciano va suggerir jugar unes partides de Klaberjass i va demanar una baralla de cartes a Gerardo Scarpato, co-propietari del restaurant i amic i conegut de diversos criminals de l'època. Poc després de començar la partida, Luciano va excusar-se per anar al servei i, un cop allà, quatre homes armats van entrar al restaurant i van disparar a Masseria per l'esquena, causant-li la mort. Després de sentir els trets Luciano va dirigir-se de nou al menjador del restaurant i ell mateix va alertar a la policia, al·legant que en el moment dels fets ell no era a la taula amb Masseria, que no va veure res i que no tenia idea de qui hauria volgut acabar amb la vida del seu amic. Mai ningú fou condemnat per l'assassinat de Masseria ni tampoc se sap si el mateix Scarpato va col·laborar-hi d'alguna manera. Poc després dels fets, Scarpato i la seva família van fugir cap a Europa per acabar tornant als Estats Units el juny de 1932. El setembre d'aquell mateix any el cos de Gerardo Scarpato fou trobat sense vida dins una bossa i dins el maleter d'un cotxe abandonat a Windsor Place, Brooklyn.
Es creu que l'equip d'assassins estava format per Vito Genovese, Joe Adonis, Albert Anastasia, Bugsy Siegel i Ciro Terranova com a conductor.

### Família Criminal Gambino

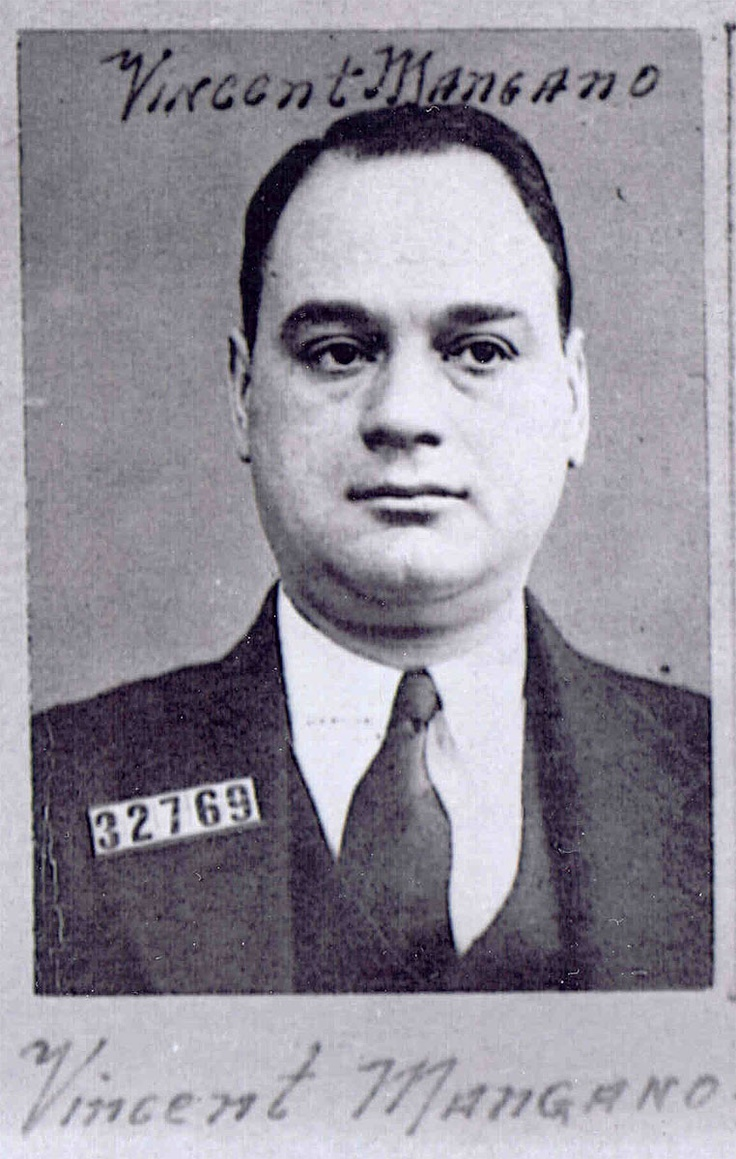
Vincent Mangano, cap de la família criminal Gambino fins a la seva desaparició el 18 d'abril de 1951.

Després dels assassinats de Masseria i Maranzano, Luciano i els respectius caps criminals van conservar la divisió de Nova York en cinc famílies que poc temps abans havia establert Maranzano. Al conservar les cinc famílies criminals, Albert Anastasia seguia sent el sotscap de la família Mangano (futura família criminal Gambino) dirigida per Vincent Mangano i afincada a Brooklyn.
En la seva posició de sotscap, Anastasia va acabar amb la vida de diversos individus, ja fos personalment o encarregant-ho a altres membres de l'organització. El 17 d'agost de 1932 ell i tretze homes més són detinguts a Manhattan acusats dels assassinats de John Bazzano i de tres germans de Pittsburgh que estaven involucrats en la delinqüència organitzada (Johnny, James i Arthur Volpe) i que foren tirotejats el 29 de juliol de 1932 en una cafeteria. Pocs dies després, el 5 d'agost de 1932, Anastasia convidà a dinar a John Bazzano, un conegut licorista de Pittsburgh. Un cop acabat el dinar, el mateix Anastasia va assassinar a Bazzano utilitzant un picador de gel. L'1 de setembre d'aquell mateix any Anastasia quedà absolt per falta de proves.
La nit del 9 d'agost de 1933 Anastasia és detingut i acusat d'ordenar la mort de Joseph Santorio, propietari d'una bugaderia de Brooklyn que s'havia negat a pagar una taxa d'extorsió. El 15 d'agost i després de passar uns dies al calabós a Anastasia se li denega la possibilitat de fiança i és empresonat a espera de judici. El judici per l'assassinat de Santorio fou celebrat el mes d'octubre i Anastasia quedà en llibertat degut a que tots els testimonis van negar-se a declarar o optaren per assegurar que no havien vist res.

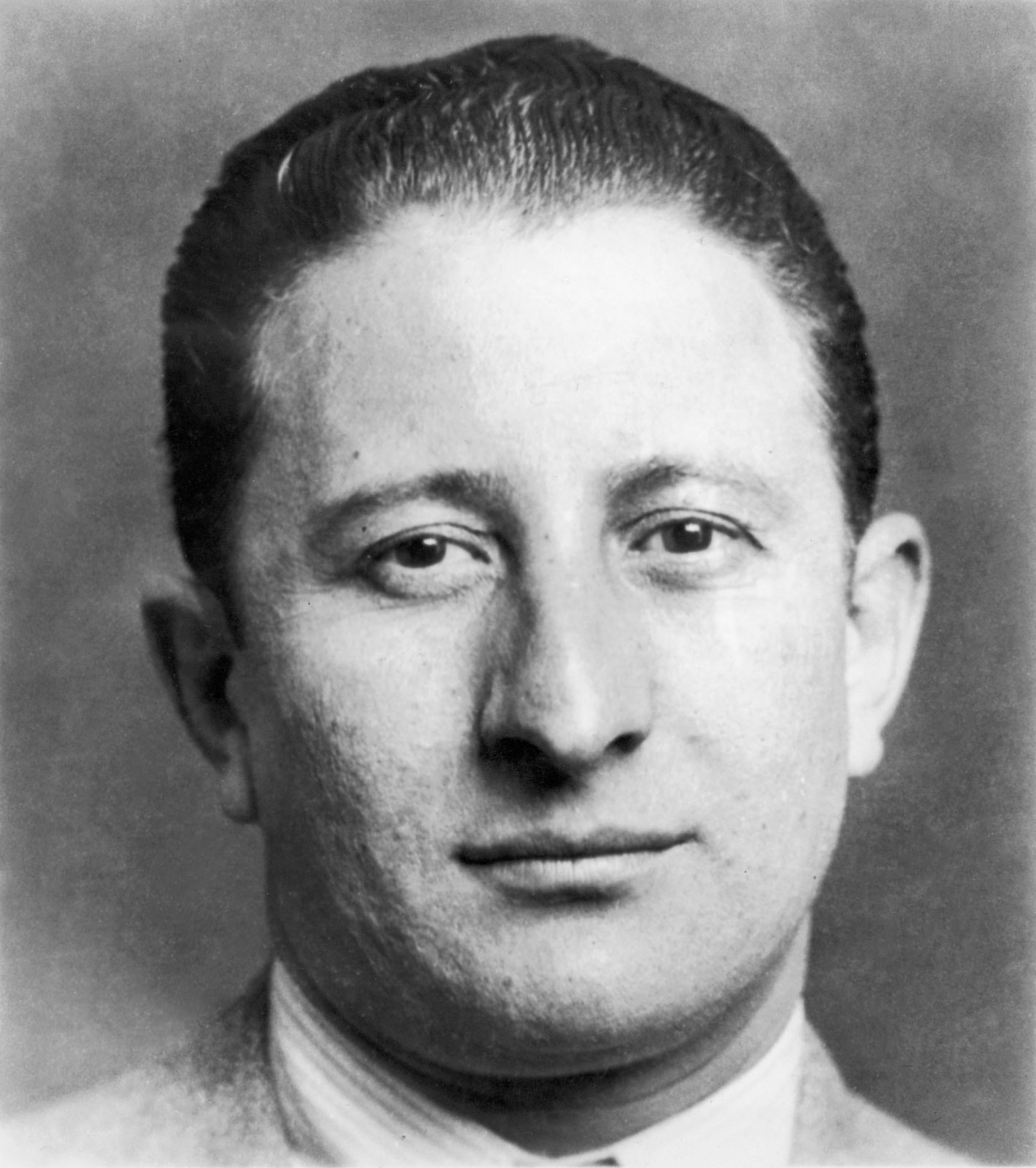
Carlo Gambino fou qui substituí a Anastasia com a cap de la família criminal Gambino fins al 1976.

Un dels assassinats més famosos encarregats i duts a terme per Anastasia foren els dels germans Mangano. El 18 d'abril de 1951 desaparegueren ambdós Philip i Vincent Mangano, cap criminal de la futura família criminal Gambino. Philip Mangano fou trobat l'endemà, sense vida i flotant a la vora dels aiguamolls de Bergen Beach, Jamaica Bay, Brooklyn. El cos de Vincent Mangano no ha aparegut mai però es creu que fou assassinat a mans del mateix Anastasia. Es creu que mentre Philip Mangano fou assassinat a ordres de Anastasia, el seu germà Vincent fou tirotejat per Anastasia, dut a mar obert, cada peu de la víctima introduït en un recipient de ciment i posteriorment llençat a l'aigua. Es creu que l'assassinat d'ambdós germans fou aprovat per Frank Costello i Charles Luciano. Després de la desaparició de Mangano i de defensar davant la Comissió que va actuar en defensa propia ja que Mangano volia acabar amb la seva vida, la Comissió aprovà el relleu i Anastasia es convertí en cap criminal de la família criminal Gambino.
A principis dels anys cinquanta un comitè del Senat nord-americà conegut com a Kefauver Committee va entrevistar a diverses personalitats de la delinqüència organitzada com Frank Costello, Joe Adonis, Willie Moretti, Meyer Lansky, Joseph Profaci, Thomas Lucchese o Albert Anastasia. Entre la llarga llista d'individus també hi havia un soldat de la família criminal Gambino anomenat Benedict Macri, germà del guardaespatlles d'Anastasia, Vincent Macri. Benedict Macri va decidir cooperar amb el govern i, poc temps després i quan Vincent ja no exercia com a guardaespatlles de Anastasia, aquest darrer va adonar-se que des de la cooperació de Benedict, ambdós germans havien augmentat i força el seu nivell de vida, havent-se traslladat d'una casa de classe mitja al Bronx a un luxós apartament a Henry Hudson Parkway. El 25 d'abril de 1954 aparegué el cos sense vida de Vincent Macri dins el maleter d'un Pontiac aparcat a Wickham Avenue, Bronx. Tres dies després la policia va localitzar el cotxe de Benedict Macri a la vora de Passaic River, Nova Jersey, però el seu cos no ha aparegut mai. Es creu que al veure el canvi de vida dels germans, Anastasia va sospitar que Benedict i Vincent Macri estaven venent tan informació de l'organització com del mateix Anastasia.
El 17 de juny de 1957 Frank Scalise, sotscap de l'organització dirigida per Anastasia, és assassinat a trets per dos individus mentre es trobava comprant a un fruiteria del Bronx. Es creu que l'assassinat, ordenat per Anastasia amb prèvia autorització de Luciano, fou el castig per vendre l'ingrés de nous membres dins l'organització. En comptes d'ascendir a individus que feia temps que treballaven per la família criminal es creu que Scalise rebia diners d'aquells qui volien formar-ne part. Després de la mort de Scalise, Carlo Gambino ascendeix a sotscap de l'organització que acabà portant el seu cognom, la família criminal Gambino.

### Murder Inc.
Durant la convenció d'Atlantic City el 1929 es creà un equip d'assassins a sou format per italians i jueus que anys després seria batejat per la premsa com a Murder, Incorporated. Es creu que el grup era el braç armat de l'agrupació entre criminals italians i jueus coneguda com a Sindicat Nacional del Crim i estava a disposició de qualsevol cap criminal. La idea de crear un grup d'aquestes característiques fou de Charles Luciano, Meyer Lansky i Frank Costello mentre que alguns dels seus caps foren Benjamin Siegel, Louis Buchalter, Jacob Shapiro, John Torrio, Joe Adonis i Albert Anastasia. Tot i liderar una organització de sicaris professionals, es creu que Anastasia havia manifestat en més d'una ocasió que obtenia plaer al matar algú. De fet, alguns dels contractes que rebia l'organització no eren delegats sinó que els executava el mateix Anastasia.

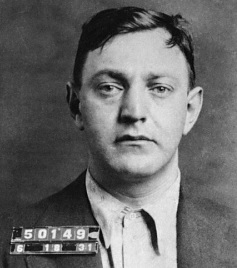
Dutch Schultz va morir assassinat després que encarregués a Anastasia la mort del fiscal Thomas E. Dewey.

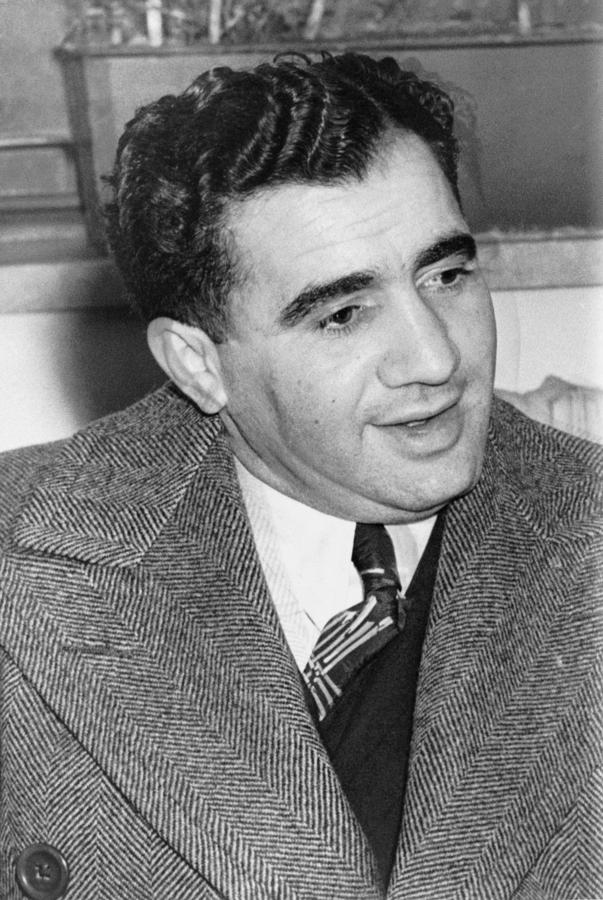
Imatge de Abe Reles, qui va morir al precipitar-se d'un sisè pis el dia abans de declarar contra Albert Anastasia.

Les activitats del grup van estendre's per tot els Estats Units i mai va saber-se amb exactitud el nombre d'individus que van assassinar. Les estimacions més conservadores apunten al centenar de morts mentre que d'altres defensen que foren prop d'un miler. L'objectiu del grup era distanciar la Cosa Nostra italoamericana de la pressió policial i mediàtica que suposaven els assassinats. D'aquesta manera, el grup rebia informació i diners sobre algú que havia de morir i llavors Anastasia ho consultava amb els respectius caps criminals per tal de comprovar que l'encàrrec no molestava a cap d'ells.
El 1941 Abe Reles va declarar que Murder, Inc. havia acabat amb la vida de vuitanta-cinc individus i que el mateix Anastasia n'havia executat una trentena. Finalment i després del testimoni de Abe Reles, el grup va dissoldre's el 1941.
- Assassinat de Dutch Schultz

Arthur Simon Flegenheimer, més conegut com a Dutch Schultz, fou un important criminal afincat al Bronx i proper a individus com Luciano, Costello o Lansky. L'octubre de 1935 Schultz patia la persecució del fiscal Thomas Dewey, conegut per construir casos sòlids conta individus de la delinqüència organitzada i que gairebé sempre acabaven amb llargues condemnes de presó. Al veure's acorralat per diversos càrrecs d'evasió fiscal, Schultz contactà amb Anastasia per tal que aquest acabés amb la vida de Dewey i aquest va comunicar-ho a Luciano. Segons el relat de Luciano i altres, acabar amb la vida d'algú que no estigués vinculat amb la delinqüència organitzada estava estrictament prohibit i més si es tractava d'un individu vinculat amb la policia i/o la justícia. La insistència de Schultz d'acabar amb la vida de Dewey i la por d'alguns caps criminals com Luciano de que Schultz, de ser condemnat, pogués proporcionar informació que els comprometés a canvi d'una reducció de la pena, va provocar que la Comissió votés per unanimitat acabar amb la vida de Schultz. El 23 d'octubre de 1935 i mentre es trobava al Palace Chop House de Newark, Dutch Schultz, els guardaespatlles Abe Landau i Bernard “Lulu” Rosencranz i el seu gestor Abbadabba Berman són assassinats a mans de Charles Workman i Mendy Weiss.
- Assassinat de Abe Reles

El 1940 un dels membres de Murder, Inc., Abe "Kid Twist" Reles, qui havia estat un dels assassins a sou més importants per a la Cosa Nostra, decidí col·laborar amb les autoritats a canvi d'un tracte favorable i rebaixa de condemna ja que s'enfrontava a la pena capital després que la fiscalia fos coneixedora de les seves activitats criminals. Les seves declaracions van portar diversos criminals a la presó i alguns d'ells com Louis "Lepke" Buchalter, Mendy Weiss, Louis Capone i Phil Strauss foren enviats a la cadira elèctrica. És llavors quan Reles declarà que tots els assassinats que el grup cometia eren supervisats i aprovats per Albert Anastasia qui, segons Reles, personalment n'havia dut alguns a terme. En conèixer que el seu antic company estava declarant en contra de l'organització i seva, Anastasia desapareix de Nova York. Per tal de construir un cas sòlid contra Anastasia, la fiscalia decideix traslladar-lo a l'habitació 623 de l'hotel Half Moon de Coney Island sota una custòdia policial de mitja dotzena d'agents del departament de policia de la ciutat de Nova York que el vigilaven les 24 hores del dia.
Fou llavors quan dues de les seves majors amistats, Luciano i Costello, van concloure que les declaracions de Reles podien enviar a caps criminals d'importància com Anastasia a la cadira elèctrica i que era necessari desfer-se d'ell. El 12 de novembre de 1941, el dia abans que declarés davant un tribunal contra Anastasia i tot i la forta protecció i vigilància policial assignada a Reles, aquest fou trobat mort en un aparent cas de suïcidi en precipitar-se des d'una de les finestres de l'habitació. Anys després, el mateix Luciano va revelar que Costello va utilitzar la seva influència dins el cos de policia a través d'un capità anomenat Frank Bals, qui va sobornar amb 50.000 dòlars als agents assignats a Reles per tal que el precipitessin per la finestra simulant un suïcidi. No només el cas que la fiscalia preparava contra Anastasia va caure amb la mort de Reles sinó que la seva mort també va provocar que Benjamin Siegel quedés en llibertat.

## Segona Guerra Mundial

### Incendi del S.S. Normandie

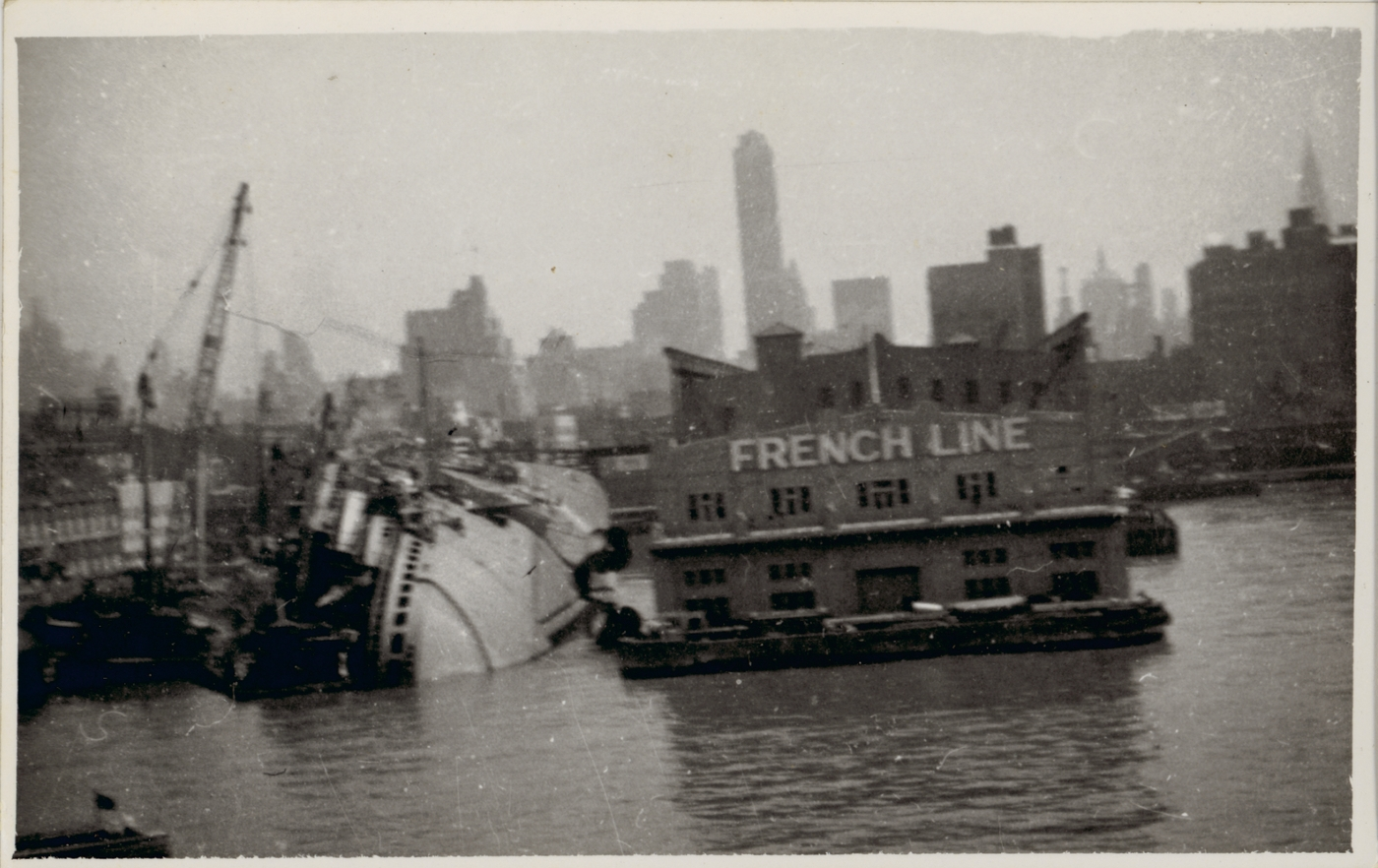
Imatge del S.S. Normandie després de l'incendi al moll 88 de Manhattan.

La participació dels Estats Units a la Segona Guerra Mundial donà a Luciano l'oportunitat d'aconseguir la llibertat condicional. La pèrdua de diversos vaixells mercantils nord-americans a mans de submarins de l'exèrcit nazi va fer que la intel·ligència naval americana sospités que es transmetia infrormació a l'enemic a través de ciutadans americans d'origen alemany i italià que tenien contactes o directament treballaven a les zones portuàries. Fou llavors quan Anastasia va assebentar-se que la Office of Naval Intelligence tenia una creixent preocupació per possibles actes de sabotatge dins els estibadors nord-americans. Segons el mateix Luciano, Anastasia, que en aquell moment estava sent investigat per les autoritats, va pensar que si es produïa un acte de sabotatge d'importància al port ell podria ser d'ajuda per a la marina i, d'aquesta manera, guanyar-se alguna mena de clemència. Part del personal que treballava en la reconversió del vaixell estava a les ordres de Antonio "Tony" Anastasia, germà de Albert Anastasia, qui el 9 de febrer de 1942 va provocar un incendi que va acabar enfonsant, mentre estava ancorat al port de Manhattan, el vaixell "S.S. Normandie".
Aquest fet provocà que diversos oficials de la marina posessin en marxa el que es conegué com a «Operation Underworld Counter Espionage», una operació encoberta entre figures de la delinqüència organitzada i l'exèrcit dels Estats Units amb l'objectiu d'assegurar cert grau de seguretat al port. Aquest grup d'oficials estava encapçalat pel tinent coronel Charles Haffenden, qui inicià contactes amb Joseph Lanza, membre de la delinqüència organitzada i que controlava el Fulton Fish Market. En una de les converses entre Haffenden i Lanza, aquest primer va proposar-li d'instal·lar sistemes de vigilància i comunicació al port però Lanza va defensar que ell no tenia el poder per autoritzar-ho i que si la marina volia la total cooperació dels estibadors havien de parlar-ho amb Charles Luciano. El 3 de gener de 1946 i un cop acabada la guerra, la pena de Luciano fou commutada i aquest quedà en llibertat però se li prohibí quedar-se als Estats Units.

### Exèrcit dels Estats Units
Albert Anastasia s'allistà a l'exèrcit dels Estats Units el 20 de juliol de 1942 i fou destinat a la reserva militar de Indiantown Gap, Pennsilvània, com a instructor d'estibadors militars. El 18 de març de 1943 Anastasia aprofita una llei passada l'any anterior i que facilitava l'obtenció de la nacionalitat nord-americana a aquells individus que haguessin servit o estiguessin servint a l'exèrcit. A mitjans de 1943 Anastasia es converteix en ciutadà nord-americà. El seu pas per l'exèrcit va acabar el 22 de novembre de 1944 quan Anastasia fou donat de baixa amb honors degut a la seva avançada edat militar de quaranta-dos anys. Durant el seu pas per l'exèrcit, Anastasia fou ascendit fins al rang de Sergent Tècnic.

## Mort
La desaparició i més que probable mort de Vincent Mangano significà la primera vegada que un cap criminal era traït des de la re-estructuració de la Cosa Nostra el 1931. Aquest fet va comportar cert malestar entre alguns individus com Vito Genovese que, tot i ser el sotscap de l'organització dirigida per Frank Costello, havia establert aliances amb caps criminals com Tommy Lucchese o Stefano Magaddino i la seva influència dins la Cosa Nostra italoamericana era cada vegada major. A principis dels anys cincuanta Costello va denunciar davant la Comissió que Lucchese volia acabar amb la vida de Anastasia. Es creu que l'enemistat que compartien Genovese i Lucchese amb Anastasia sumat a l'ambició d'ambdós de gobernar la Comissió va provocar que la relació entre ells es tensés fins a la intervenció de Joseph Bonanno (cap de la família criminal Bonanno). En la reunió de la Comissió celebrada el 1951 i on Lucchese fou acusat de tramar un pla per acabar amb la vida de Anastasia, Bonanno va aconseguir calmar la situació i establir el que es conegué com a Pax Bonanno, un pacte de no-agressió entre els caps Lucchese i Genovese amb Albert Anastasia.
Tot i l'intent d'establir la pau, els rivals de Anastasia van aprofitar que Bonanno es trobava de viatge a Itàlia per assassinar-lo el 25 d'octubre de 1957 a la barberia Grasso de l'hotel Park Sheraton de Manhattan. Poc després de les 10 de mati quatre homes entraren dins l'hotel i dos d'ells dins la barberia on dispararen contra Albert Anastasia fins causar-li la mort. Mai s'ha sabut del cert qui eren els quatre atacants ni qui va ordenar l'assassinat però es creu que els germans Joe, Larry i Albert Gallo formaven part del grup que va acabar amb la vida de Anastasia i que ho van fer a ordres de Genovese, Gambino i Profaci. Després de la mort d'Anastasia Carlo Gambino va ascendir al lideratge de la família criminal.
Degut al passat criminal d'Anastasia i la seva fama com a assassí, la missa i enterrament no van celebrar-se en indrets de confessió catòlica ja que l'església catòlica ho va prohibir. Finalment, Anastasia fou enterrat al cementiri aconfesional de Green-Wood, Brooklyn, el 28 d'octubre de 1957.

## Vida personal
Després de desertar de la marina italiana el 1917 Albert Anastasia entra de forma il·legal als Estats Units i s'instal·la a Brooklyn. Pocs anys després de la seva arribada va fer gran amistat amb individus com Charles Luciano i Frank Costello. Altres tres germans Anastasia també van seguir-li els passos i durant la dècada dels anys vint Antonio "Tony", Giuseppi "Joseph" i Jerry Anastasio s'instal·laren a Brooklyn.
El 1934 Albert Anastasia coneix i s'acaba casant amb Elsa Bargnesi, una noia de 19 anys que poc abans havia emigrat del Canadà. Un any després el matrimoni Anastasia té el seu primer fill, Albert Anastasia Jr i vuit anys després, el 1943 neix Richard Anastasia, segon fill del matrimoni. Finalment, el 1949, Elsa Bargnesi donà llum a dues bessones, Gloriana i Joyanna.
El 18 de març de 1943 i mentre servia a l'exèrcit nord-americà, Anastasia aprofita una llei que estava en vígor des de 1942 i que facilitava l'obtenció de la nacionalitat per aquells individus que haguessin ajudat als Estats Units durant la Segona Guerra Mundial. Tot i el seu passat Anastasia aconsegueix la nacionalitat nord-americana aquell mateix any. Nou anys després de convertir-se en ciutadà nord-americà, el 14 d'abril de 1954, un tribunal de Newark, Nova Jersey, presenta una petició per retirar-li la nacionalitat i deportar-lo a Itàlia. Finalment el 1955 el Tribunal Suprem declarà que les accions del tribunal de Filadelfia sobre la desnaturalització de Anastasia eren erronies i en descartà la deportació. D'altra banda, Itàlia es negà a acollir a Anastasia si aquest era expulsat dels Estats Units.
Per tal de justificar part dels seus ingressos Anastasia comprà, a finals de 1944, una empresa tèxtil anomenada Madison Dress i ubicada a Hazleton, Pennsilvània. Fou durant aquest període que el matrimoni Anastasia començà la construcció d'una mansió que esdevindria la seva residència principal al número 75 de Bluff Road, Fort Lee, Nova Jersey.
El juliol de 1957 i per tal d'evitar nous problemes amb la hisenda nord-americana, Albert Anastasia compra una segona empresa tèxtil anomenada Nuremberg Dress Co. i ubicada a Nuremberg, Pennsilvània.
El 19 d'octubre de 1954 Anastasia fou dut a judici per evasió d'impostos després que les autoritats federals detectaren que el seu nivell de vida no podia sostenir-se amb els ingressos declarats. Cinc setmanes després el tribunal no fou capaç d'arribar a una conclusió i el judici fou declarat nul. Just després de declarar el judici nul el tribunal va anunciar una nova data per tornar a jutjar a Anastasia sobre evasió d'impostos. Un dels testimonis del judici anterior, Charles Ferri, qui fou l'encarregat de dur a terme part de les obres a la mansió del matrimoni Anastasia, havia declarat contra Anastasia i tenia previst declarar en el segon judici. El 29 d'abril de 1955 el matrimoni Ferri fou vist per últim cop a una casa que tenien al nord de Miami, Florida. Abans de la celebració del segon judici Anastasia acorda la seva culpabilitat amb la justícia i rep una condemna rebaixada per dos càrrecs d'evasió d'impostos que sumaven un total d'un any de presó i 20.000 dòlars de multa. Albert Anastasia abandonà la presó federal de Milan, Michigan, el 28 de març de 1956.
Durant la seva vida, Anastasia fou detingut diverses vegades acusat d'assassinat però degut a la falta de proves i testimonis mai fou condemnat. Se sap que en diverses ocasions havia manifestat que obtenia plaer a l'assassinar a gent però, d'altra banda, fou capaç de mantenir una família d'on mai se'n van conèixer abusos ni mal tractes. L'aficció que tenia per infringir dolor als altres fou de tals magnituds que, fins i tot quan es convertí en cap criminal de l'organització Gambino, ell mateix duia a terme algunes ordres d'execució quan, en qualsevol altre família criminal, aquesta tasca hauria correspòs a graons molt més baixos dins la jerarquia criminal.

## Llibres
- Dimatteo, Frank; Benson, Michael: Lord High Executioner, The Legendary Mafia Boss Albert Anastasia. Citadel Press, 2020. ISBN 978-0806540139